# 야마나촌 (아이치현)
야마나촌(山名村)은 아이치현 니와군에 설치되었던 촌이다. 현재의 후소정 북부에 해당한다.